# Вендельсгайм
Вендельсгайм (нім. Wendelsheim) — громада в Німеччині, розташована в землі Рейнланд-Пфальц. Входить до складу району Альцай-Вормс. Складова частина об'єднання громад Вельштайн.
Площа — 12,56 км2. Населення становить 1401 ос. (станом на 31 грудня 2020).

## Галерея

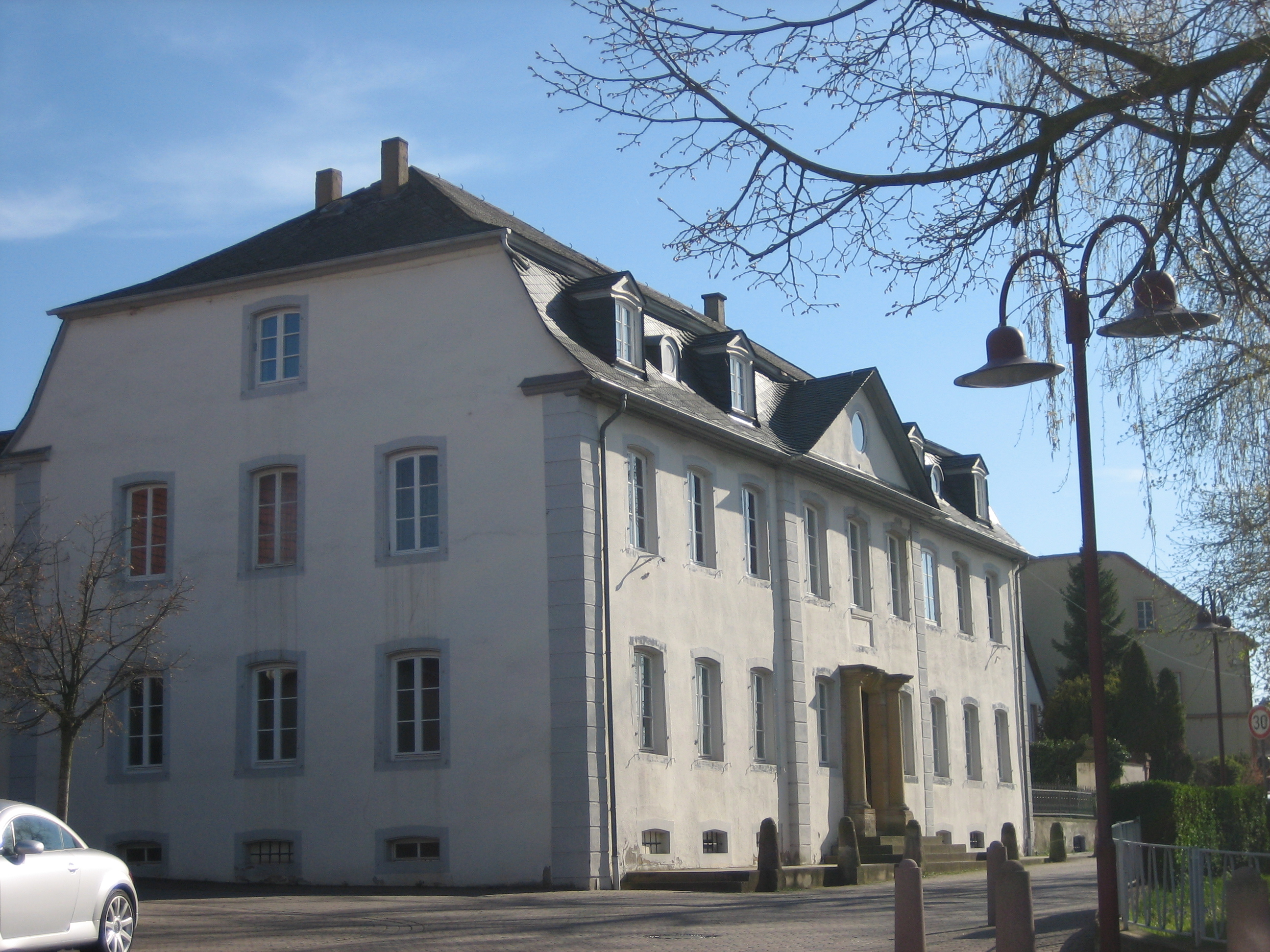
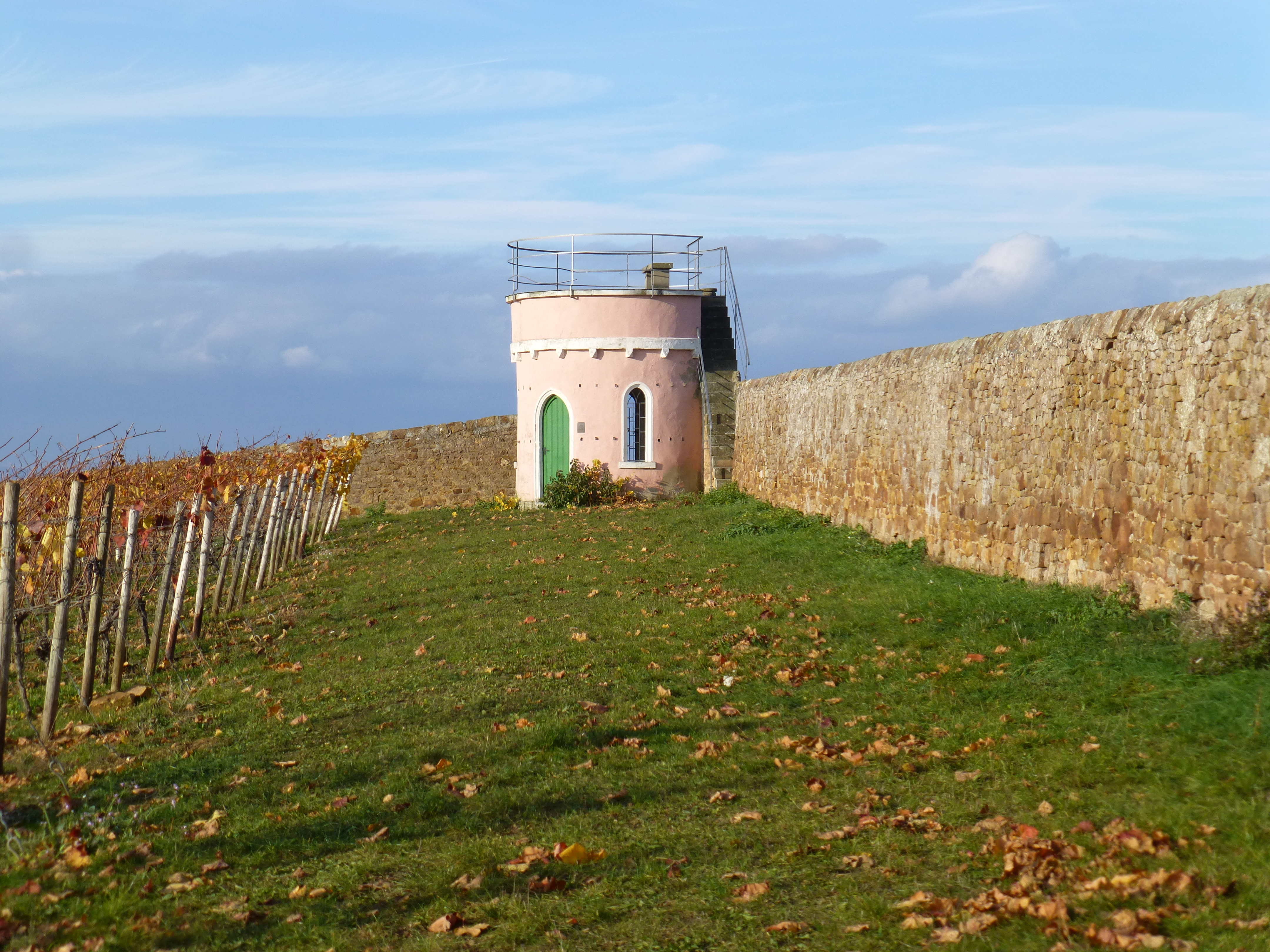

## Відомі особистості
В поселенні народився:
- Фрідріх Лаукгард (1757—1822) — німецький письменник.